# Бялицкас, Эймантас
Э́ймантас Бяли́цкас (лит. Eimantas Belickas; Эйма; род. 29 января 1974) — литовский рок-музыкант и бэк-вокалист, монтажёр видеоматериала. Играет на различных инструментах (скрипка, саксофон, флейта, гитара).

## Биография
Участвовал в группе «Айрия» („Airija“, «Ирландия»; 1992—2002), в составе которой записал три альбома.
Несколько лет выступал в группе «Нактинес пярсонос» („Naktinės Personos“, «Ночные персоны»). С 2001 года участвует в группе Андрюса Мамонтоваса. С ней провёл концертный тур по Литве „Visi langai žiūri į dangų“ (2001) и последующие гастрольные выступления в Литве и за рубежом, записал несколько альбомов („Tadas Blinda“, 2004; „Saldi.Juoda.Naktis“, 2006; „Geltona. Žalia. Raudona“, 2008).
В 2006 году вместе с Марийонасом Микутавичюсом, Саулюсом Урбонавичюсом, Викторасом Диаварой, Арнолдасом Лукошюсом вошёл группу LT United, созданную по инициативе Андрюса Мамонтоваса для участия в конкурсе Евровидение. Исполненная группой песня „We Are The Winners“ заняла шестое место на конкурсе, став лучшим результатом для Литвы за все время её участия в Евровидении.
Одновременно работает режиссёром монтажа в рекламном агентстве „VRS Grupė“ и на телевидении. Автор монтажа, а также музыки к нескольким фильмам, роликам, телевизионным проектам (1998—2008).